# Euphorbia gamkensis
Euphorbia gamkensis är en törelväxtart som beskrevs av J.G.Marx. Euphorbia gamkensis ingår i släktet törlar, och familjen törelväxter. Inga underarter finns listade i Catalogue of Life.